# Frances Hardinge
Frances Hardinge (Brighton, 6 febbraio 1973) è una scrittrice britannica.
È molto conosciuta soprattutto nel Regno Unito per il suo romanzo Volo nella notte, per cui fu insignita del Branford Boase Award e altri premi. Anche altri suoi romanzi e racconti hanno ottenuto premi.

## Biografia
Frances Hardinge è nata e cresciuta nel Kent. Studiò inglese all'Università di Oxford (Somerville College) e lì fece parte di un gruppo di giovani scrittori.
Cominciò la sua carriera dopo aver vinto il premio di una rivista, grazie al quale fu messa sotto contratto dalla casa editrice McMillan e poté dedicarsi alla scrittura a tempo pieno.

## Opere
- Volo nella notte (Fly By Night, 2005), Milano, Fabbri, 2006
- Verdigris Deep (2007)
- Gullstruck Island (2009)
- Twilight Robbery (2011)
- A Face Like Glass (2012)
- Cuckoo Song (2014)
- L'albero delle bugie (The Lie Tree, 2015), Milano, Mondadori, 2016
- La luce degli abissi (Deeplight, 2019), Milano, Mondadori, 2020